# 智頭町立智頭中学校

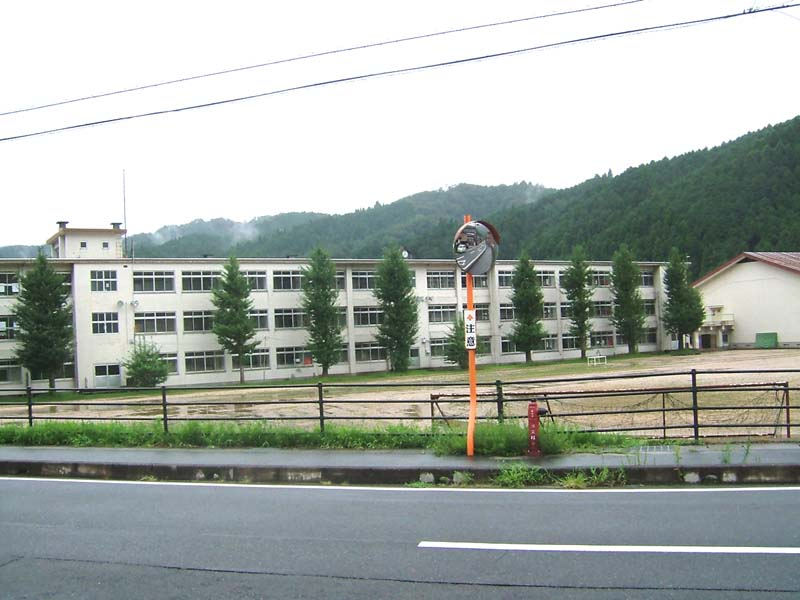
旧校舎

智頭町立智頭中学校（ちづちょうりつ ちづちゅうがっこう）は、鳥取県八頭郡智頭町智頭にある公立中学校。

## 沿革
- 1947年（昭和22年）5月1日 - 智頭小学校を仮校舎として智頭中学校開校。
- 1950年（昭和25年）1月13日 - 本校舎落成。
- 1960年（昭和35年）4月1日 - 智頭中学校・山形郷中学校・南因中学校を名目統合し新・智頭中学校開校。
- 1962年（昭和37年）4月1日 - 新校舎に山形郷、南因生徒を収容。
- 1962年（昭和37年）8月31日 - 完全統合。
- 1962年（昭和37年）10月17日 - 統合校舎落成。

## 部活動

### 運動部
- 陸上部
- 水泳部
- ソフトテニス部
- 男子バレーボール部
- 野球部

### 文化部
- 吹奏楽部

## 校区
- 校区は、智頭小学校の通学区域となっている。